# Kloster Bloemhof

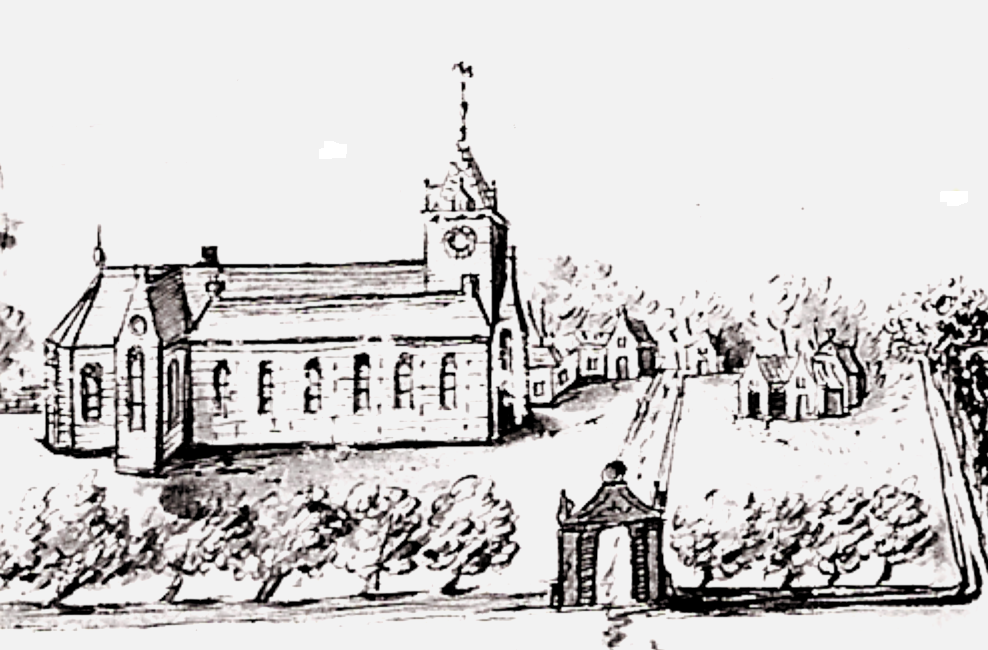
Die Klosterkirche um 1600

Das Kloster Bloemhof war ein 1213 gegründetes Prämonstratenserkloster in Wittewierum in der heutigen niederländischen Provinz Groningen. Bekanntester Bewohner des Klosters war Emo von Wittewierum, der Initiator der von ihm in mittelalterlichem Latein verfassten und von seinen Nachfolgern Menko und Folkert bis 1296 weitergeführten Chronicon abbatum in Werum. Das Kloster Bloemhof war Mutterkloster des ostfriesischen Kloster Sconamora. 1561 wurde das Kloster aufgehoben und in den folgenden Jahren abgebrochen.

## Geschichte

### Vorgeschichte und Gründung
1204 stiftete Emo van Romerswerf wie viele Adlige seiner Zeit auf seinem Land bei Groningen ein Benediktinerkloster. Sein Versuch, dafür Mönche und Nonnen aus dem um 1183 gegründeten Doppelkloster Feldwerd bei Delfzijl zu rekrutieren, scheiterte jedoch. Erst als 1208 sein gelehrter Cousin Emo, der bisher in Huizinge Pfarrer gewesen war, dem neuen Kloster beitrat, nahm dessen Entwicklung einen Aufschwung. Emo von Huizinge, der später nach dem Kloster von Wittewierum genannt werden sollte, reiste 1209 nach Rom, um die Anerkennung des neuen Klosters durch den Bischof von Münster Otto I. von Oldenburg zu erwirken.
Am 23. Juni 1211 wurden dem Kloster die Kirche von Wierum geschenkt. Die Inkorporation dieser Kirche zog den Umzug der Mönche nach Wierum nach sich. Als der Münsteraner Bischof Otto I. die Stiftung der Wierumer Kirche rückgängig machen wollte, reiste Emo 1211 erneut nach Rom, um seine Ansprüche bei Papst Innozenz III. durchzusetzen. 1213 konnte das Kloster unter dem Namen Hortus Floridus (Bloemhof) offiziell gegründet werden. Emo von Wittewierum wurde der erste Propst. Die Nonnen blieben in dem nun Campus rosarum (Rozenkamp) genannten Frauenkloster zurück. Die Verbindung zu einem Doppelkloster blieb aber bestehen.
1217 schloss sich das Kloster dem Prämonstratenserorden an, dem häufigsten Orden in Friesland. Nach dem weißen Habit der Prämonstratenser erhielt der Ort nun den Namen Wittewierum. Das Kloster erlebte einen schnellen Aufstieg. 1220 besaß es schon drei Grangien oder Vorwerke. Das erzeugte die Eifersucht des Abts Herderik von dem nahegelegenen Prämonstratenserkloster Schildwolde. Dieser, ein bischöflicher Offizial, brachte den Münsteraner Bischof Dietrich III. von Isenberg dazu, 1224 den Kirchenbann über das Kloster Bloemhof zu verhängen, weil dieses seinen Forderungen nicht nachkam. Emo von Wittewierum reiste wiederum nach Rom und erwirkte von Papst Honorius III. die Aufhebung des Bannes für Bloemhof, die Entlassung des Offizials und die Auflösung dessen Klosters sowie den Erlass der vom Bischof geforderten Abgaben. Bloemhof wurde zur Abtei erhoben und Emo von Wittewierum nach dem Tod seines Cousins, des Klosterstifters Emo van Romerswerf, 1225 zum ersten Abt gewählt.
Anschließend begann der Bau der Klostergebäude. 1227 wurde als erstes ein Graben zur Entwässerung um das Klostergelände gezogen und eine Warft aufgehäuft. 1237 wurde eine Ziegelei eingerichtet und mit der Herstellung von Ziegel im Klosterformat begonnen. Zwischen 1238 und 1259 wurden die Klostergebäude errichtet. Baumeister war Everhard aus "Keulen", ein berühmter Steinmetz, allerdings laut der Chronik auch ein unangenehmer Mensch. Die Bauarbeiten leisteten die Mönche selbst zusammen mit Laienbrüdern und den Dorfbewohnern, was dazu führte, dass der in der Chronik geschilderte aufwändige Plan deutlich einfach ausgeführt wurde. Ausgrabungen, die 2001 vorgenommen wurden, erbrachten, dass die Kirche dreischiffig war. Nach der Beschreibung in der Chronik befanden sich neben dem Hauptaltar vier weitere Ältere in der Kirche, zwei davon in den Absiden der Querschiffe. Vermutlich ähnelte sie der etwas älteren Kirche des Prämonstratenserklosters Knechtsteden. Im Inneren wurden zwischen dem Priesterchor im Osten und dem Chor der Konversen im nördlichen Querschiff unterschieden. Dort befanden sich auch jeweils die Gräber.
Zum Kloster gehörte eine große Bibliothek, die Emo von Wittewierum anlegte, der im Laufe seiner Studienjahre in Paris, Oxford und Orleans Abschriften bedeutender Werke seiner Zeit angefertigt bzw. angeschafft hatte. Sein Nachfolger Menko erwähnt mehrere Werke aus Emos Hand, die sich aber nicht erhalten haben.

### Chronicon abbatum in Werum
Emo von Wittewierum begann 1213 mit der Führung einer Chronik seines Klosters. Neben der Darstellung der Klostergründung enthält Emos Chronik Berichte über Vorgänge in der Umgebung, darunter einem Augenzeugenbericht der Ersten Marcellusflut, der 1219 die Nonnen in Rozenkamp nur knapp entkamen, und auch sehr persönliche theologisch philosophische Betrachtungen, für die Emo Werke seiner Bibliothek heranzog. Nach Emos Tod 1237 wurde die Chronik von Menko fortgeführt. Dieser war 1230 als 16-jähriger ins Kloster Bloemhof eingetreten und wurde 1246 dessen dritter Amt, was er bis zu seinem Tod 1276 blieb. Er schilderte unter anderem den Bau des Klosters. Unter dem fünften Abt Folkert, der von 1284 bis ins 14. Jahrhundert hinein amtierte, wurde die Chronik bis 1298 erweitert.

„Die Chronik gibt ein Bild der sozialen Situation im dreizehnten Jahrhundert auf einem sehr großen Gebiet, da das Kloster viele Beziehungen hatte. Dies ist umso wichtiger, als aus dieser Zeit nur sehr wenig schriftliches Material erhalten ist, wobei die Provinz Groningen im Mittelpunkt steht. Teilweise aufgrund der Originalität der Berichterstattung, der eigenen Erfahrung der Autoren, die sich auch auf empfangene Nachrichten und Ankündigungen verlassen konnten, erhalten wir einen Bericht aus erster Hand über die Höhen und Tiefen dieser Zeit.“

Die Chronik ist in zwei Exemplaren erhalten: Der Originalhandschrift von Emo und Menko und eine jüngere Abschrift mit den Ergänzungen. Sie blieb erhalten, weil der letzte Abt, Cornelius Hermanszoon, sie bei der Zerstörung des Klosters rettete.

### Klosterwirtschaft
Wittewierum war ein großes und wohlhabendes Kloster. Bei der Visitation durch den Abt des Mutterklosters Prémontré und den Abt von Wittewierum 1290 sollen 1000 Mönche und Nonnen im Doppelkloster Bloemhof und Rozenkamp gelebt haben. Auch wenn diese Zahl vermutlich zu hochgegriffen ist, so besagt sie auf jeden Fall, dass das Kloster Wittewierum deutlich größer und bedeutender war als die meisten anderen Klöster der Umgebung. Dafür spricht auch, dass der Wittewierumer Abt die Visitation selbst leitete. Dem Schwarzen Tod fielen 1351 zwanzig Kanoniker und zwölf Novizen zum Opfer.
Im Laufe der Jahrhunderte erhielt das Kloster durch Schenkungen viel Land in der Region Fivelgo. Da die eintretenden Kanoniker ihren Besitz einzubringen hatten, mehrte sich auch dadurch das Klostergut. Die Acker- und Weideflächen wurden durch Entwässerungen und großräumige Rodungen erweitert, wodurch das Kloster zum größten prämonstratensischen Kloster im Ommelande wurde. Da ein Teil des Klosterlandes direkt an der Küste lag, trug das Kloster auch zum Schutz des Landes und zur Landgewinnung durch Deichbauten bei. Ein Teil dieses Landes wurde von den Mönchen selbst bewirtschaftet, der Großteil wurde von hörigen oder angestellten Bauern in den Vorwerken bearbeitet. Außer Wierum waren dem Kloster mehrere weitere Kirchspiele inkorporiert. Ab dem 14. Jahrhundert besaß das Kloster einen Stadthof im Zentrum von Groningen, wo sich heute das Forum Groningen befindet.

### Niedergang, Auflösung und Abbruch
Um 1430 schloss sich Bloemhof der Reformbewegung der Devotio moderna an und entwickelte sich innerhalb der Friesischen Zirkarie zum Vorbild für die Erneuerung des prämonstratensischen Ordenslebens. Da die Predigt in dieser Reformbewegung einen höheren Wert bekam als in der mittelalterlichen Kirche, wurde eine Kanzel in der Kirche errichtet. 1485 erhielt das Kloster die Aufsicht über die benachbarten Klöster von Feldwerd, Mariengaarde und Dokkum.
Am Ende des 15. Jahrhunderts begann der Niedergang des Klosters. Während der sogenannten Sächsischen Fehde eroberte Herzog Georg von Sachsen  1514 das Kloster mit Oldenburger Truppen, wobei das Kloster und das Skriptorium in Brand gesteckt wurden. Im selben Jahr wurde Georg von Otto von Diepholz vertrieben, der Wittewierum für Edzard I. zurückeroberte. Das Kloster war nach wie vor sehr wohlhabend, verlor jedoch seine Angehörigen. 1561 gab es nur noch drei oder vier Mönche. Papst Pius IV. unterstellte sie dem Bischof Johannes Knijff des 1559 neu geschaffenen Bistums Groningen: Dieser verfügte ihre Entlassung aus den strengen Ordensregeln und ihren Anschluss an ein anderes Kloster.
1566 wurde das Kloster im Zuge der Reformation von Bilderstürmern verwüstet. Daraufhin zog der Bischof den Klosterbesitz ganz ein, um damit die Kanoniker der neuen Bischofskirche Martinikerk finanziell auszustatten. Dem letzten Abt, Cornelius Hermanszoon, wurde die Verwaltung übertragen. Er floh mit den verbliebenen Mönche nach Groningen, als Ludwig von Nassau-Dillenburg im Mai 1568 in der Provinz einfiel und sich mit seinen Truppen in Wittewierum niederließ. Von der Ausstattung und Bibliothek konnte er nur die Chronik retten.
Die Kirche, die anschließend weiter als Pfarrkirche der Dorfbevölkerung diente, verfiel zusehends. Bereits 1599 wurde sie als baufällig geschildert. 1604 erfolgte ein Teilabbruch des inzwischen zur reformierten Kirche gehörenden Kirchbaus: Der Chor und das nördliche Seitenschiff wurden abgerissen und das verbliebene Langhaus verkürzt. Das südliche Seitenschiff existierte zu diesem Zeitpunkt nicht mehr. Übrig blieb der Teil der Kirche, in dem während der Klosterzeit die Einwohner des Wittewierumer Kirchspiel der Messe beigewohnt hatten. Der Westturm, der nun keine Verbindung zum Kirchenschiff mehr hatte, blieb bis 1783 stehen. 1863 wurde auch der restliche Bau abgetragen und durch einen neugotischen Nachfolgebau ersetzt.